# Lucy May
Lucy May (南の虹のルーシー?, Minami no niji no Rūshī, lett. "Lucy dell'arcobaleno del sud") è una serie animata giapponese prodotta nel 1982 dalla Nippon Animation, che fa parte del World Masterpiece Theater ed è ispirata al romanzo Southern Rainbow di Phyllis Piddington, ancora in corso di scrittura durante la produzione della serie, pubblicato in Australia e in Giappone in quello stesso 1982 e inedito in Italia.
L'anime ruota intorno al personaggio della piccola Lucy May Popple, che insieme ai genitori e ai fratelli si trasferisce in Australia agli inizi del XIX secolo. La nuova vita non si rivelerà facile come la famiglia Popple si aspettava, tuttavia grazie anche a Lucy May, le cose volgeranno per il meglio.
In Italia la serie è stata trasmessa per la prima volta su Italia 1 nel 1983 e riproposta dopo molti anni sul canale a pagamento Hiro, dal 17 giugno 2010.

## Trama

### L'arrivo in Australia
È il 7 novembre 1837 quando la famiglia Popple, composta da Arthur, Annie e i figli Clara di sedici anni, Ben di quindici, Kate di dieci, Lucy May di otto e Tob di due anni, sbarcano nel sud dell'Australia provenienti dall'Inghilterra, dopo un lungo viaggio di tre mesi. Sono solo pochi anni che è iniziata la colonizzazione di questo immenso territorio e la famiglia Popple spera di farsi una nuova vita in Australia, attratta dal miraggio di terreni distribuiti gratuitamente dal governo ai coloni che ne facciano richiesta. Arthur è infatti un agricoltore e il suo sogno è quello d'impiantare una grande fattoria per poter utilizzare tecniche innovative di coltivazione e trasformarla in breve tempo in un'azienda agricola modello.
Fin dall'inizio la famiglia deve però fare i conti con la dura realtà. La società che trova allo sbarco in Australia, lungi da essere organizzata e pronta ad aiutare i coloni nel loro difficile inserimento, è piuttosto carente d'infrastrutture e rallentata dalla burocrazia.
Arthur si rende ad esempio presto conto che non potrà trasportare dall'approdo della nave fino alla città di Adelaide l'ingombrante casa prefabbricata che si era portato dall'Inghilterra a causa della cronica carenza di mezzi di trasporto: sarà quindi costretto a venderla all'odioso signor Petiwell con grande rammarico di tutti i familiari. Inoltre l'assegnazione dei terreni da parte del governo procede a rilento e la famiglia Popple si dovrà accontentare di vivere in una piccola casetta alla periferia di Adelaide.
Una volta completato il trasloco sarà necessario ampliare la casetta, scavare un pozzo e costruire una casa di mattoni per Ben e il dott. Deighton.
In attesa di tempi migliori Arthur Popple dovrà accettare qualsiasi lavoro per poter mantenere la sua numerosa famiglia: è un provetto agricoltore, ma sarà costretto a lavorare in cave di pietra e alla costruzione delle strade.
Intanto Lucy May e sua sorella Kate vanno alla scoperta di questo nuovo meraviglioso mondo: Lucy May ama moltissimo gli animali ed ogni giorno ha una nuova sorpresa nel vedere creature strane e sconosciute e nell'incontrare i misteriosi indigeni australiani. Vorrebbe poter allevare tutti gli animali che incontra durante le sue giornate spensierate (koala, canguri, ornitorinchi), e finalmente riuscirà ad ottenere il permesso dal padre di poter tenere un cucciolo di dingo che chiamerà Piccolo e che diventerà il suo cane fedele.
Piccolo cresce in fretta e con l'addestramento di Lucy May dimostrerà la sua fedeltà e intelligenza salvando la vita al signor Long e proteggendo più volte l'agnellino di Lucy May dalle aggressioni del cane dei Petiwell.
Finalmente Arthur trova una fattoria da acquistare e porta la sua famiglia a vedere il podere. Tutto va a meraviglia e persino la notizia dell'arrivo imminente di John, il ragazzo di Clara, è di buon auspicio alla vigilia del primo anno passato in Australia. Tuttavia nel giorno della firma del contratto, il signor Petiwell, per vendicarsi della morte del suo cane Happy, acquista la proprietà ad un prezzo maggiore infrangendo il sogno di costruire la più grande fattoria dell'Australia del Sud.
Passa il tempo e lentamente la famiglia s'inserisce nella società di Adelaide: la sorella maggiore Clara lavorerà nel panificio della signora Mac, Ben troverà lavoro presso gli uffici della dogana e Lucy May comincerà ad andare a scuola.

### Due anni dopo
La storia si sposta nell'ottobre del 1840 in occasione dell'inaugurazione del nuovo ponte di Adelaide. Lucy May ha ormai 10 anni, ma nella sua vita e in quella della sua famiglia poco è cambiato. I Popple si sono trasferiti da un anno in una casa un po' più grande in città vendendo la proprietà terriera sulla quale sorge la clinica del dott. Deighton. L'agognata fattoria rimane sempre un sogno più lontano da realizzare. Per uno scherzo del destino i Popple si ritroveranno di nuovo per vicino il signor Petiwell che non mancherà di causare problemi acquistando il pezzo di terra che era appartenuto ai Popple per poi incendiare la vecchia casa ed abbattere la clinica abusiva del dott. Deighton. Ad aggravare la situazione avviene un terribile incidente nella cava dove lavora Arthur: una frana miete numerosi morti e feriti. Arthur si salva, ma nel prestare soccorso ai suoi compagni si rompe una gamba e deve rimanere inattivo per oltre un mese. Questa situazione fa precipitare Arthur in uno stato di depressione che lo porta inesorabilmente a diventare un alcolizzato. Solo con il sostegno della sua famiglia Arthur capisce il suo errore e decide di tornare a lavorare.

### I Princeton
La sfortuna si abbatte però nuovamente sulla famiglia Popple. Mentre Arthur è in attesa di tornare a lavorare la sua famiglia si trova al verde e per tirare avanti Arthur si trova costretto a vendere la pecora prediletta di Lucy May, che lei aveva allevato amorevolmente per mesi e mesi; sconvolta per la perdita la bambina si trova a camminare per la città senza meta, immersa nei suoi pensieri. Lucy May si trova sul ponte Adelaide quando viene coinvolta in un incidente causato da un cavallo imbizzarrito che semina panico tra i presenti. Nella confusione Lucy May finisce per battere la testa e ferirsi ad un braccio e giace a terra priva di sensi. Fortunatamente viene soccorsa da Frank Princeton, che si trova a passare in quel momento con la sua carrozza e che la porta nella sua sontuosa villa. Purtroppo Lucy May al suo risveglio ha perduto completamente la memoria: non sa il suo nome e soprattutto non ricorda chi siano e dove abitino i suoi familiari. Sylvia Princeton, moglie di Frank, rimane molto colpita dalla bambina, che con la sua bellezza e la sua dolcezza le ricorda Emily, la sua adorata figlia morta due anni prima. La donna instaura subito verso la piccola un rapporto condizionato da un affetto morboso: nonostante il parere negativo del marito che sta cercando di rintracciare in tutti i modi i genitori di Lucy May, comincia a considerarla sua figlia, la chiama Emily e le chiede di essere chiamata mamma. Proprio quando la situazione si sta facendo insostenibile, Piccolo, il dingo addomesticato di Lucy May riesce a rintracciare la bambina proprio nel luogo dell'incidente e lei nel vederlo riacquista improvvisamente la memoria.
I Princeton nutrono un grandissimo affetto verso la bambina e sono desiderosi di aiutare la sua famiglia. Frank Princeton offre quindi un lavoro ad Arthur Popple presso una sua grande fattoria. Arthur ha sempre sognato di coltivare una terra di sua proprietà ed il fatto di lavorare per qualcun altro non gli piace molto, ma dopo molte titubanze accetta il lavoro. Ma a questo punto Sylvia Princeton, che continua a vedere in Lucy May la figlia perduta, chiede ai Popple la possibilità di adottare la bambina. In tal modo ella potrebbe vivere nel lusso, amata come una figlia ed avrebbe un giorno ereditato l'enorme fortuna dei Princeton. Inoltre ai Popple sarebbe stato dato in regalo un grande appezzamento di terreno, affinché Arthur potesse avere finalmente una fattoria tutta sua.
Arthur è venuto in Australia inseguendo un grande sogno, ma rifiuta l'offerta: non ha intenzione di "vendere" la sua adorata figlia in cambio di un terreno, nonostante quello avrebbe rappresentato il realizzarsi delle speranze di tutta la sua vita. Sentendosi offeso Arthur rifiuta l'offerta di lavoro sia alla cava sia alla fattoria dei Princeton.
In seguito John si sposa con Clara, mentre Arthur trova lavoro come muratore, tuttavia ben presto ricade nel vizio dell'alcool. Per il bene della famiglia Lucy May decide di recarsi dai Princeton implorandoli di essere adottata in cambio del terreno per suo padre. Frank Princeton capisce tutto e ovviamente rifiuta l'offerta di Lucy May, ma rimane molto colpito dall'estremo sacrificio che la piccola voleva compiere. Venderà quindi ad Arthur Popple il terreno dandogli la possibilità di pagarlo a rate.
Nel mese di aprile 1842, dopo 4 anni e mezzo, il sogno si realizza e l'intera famiglia Popple trasloca alla volta della loro nuova fattoria.

## Personaggi

### La famiglia Popple
Lucy May
Doppiata da: Minori Matsushima (ed. originale), Giuppy Izzo (ed. italiana)
La protagonista della serie, all'inizio della storia ha 8 anni. Ama molto gli animali e quindi per lei questa nuova terra è un paradiso, con animali curiosi e sconosciuti che la circondano e che desidererebbe allevare. Ben presto troverà una capretta che darà il latte a tutta la famiglia, le verrà regalato un agnellino che chiamerà Fiocco di Neve e riuscirà anche ad allevare Piccolo, un cucciolo di dingo che diventerà fedele e affettuoso come il miglior cane domestico. In seguito ad un incidente perderà la memoria e verrà accolta dai Princeton, una ricca famiglia che in seguito desidererà adottarla.
Kate
Doppiata da: Rihoko Yoshida (ed. originale), Francesca Guadagno (ed. italiana, ep. 1-26), Emanuela Baroni (ed. italiana, ep. 27-50)
Sorella e compagna di giochi di Lucy May, quando approda nel sud dell'Australia con la sua famiglia ha 10 anni e con la sorella più piccola vivrà straordinarie avventure alla scoperta del nuovo mondo.
Clara
Doppiata da: Sakiko Ikeda (ed. originale), Loredana Nicosia (ed. italiana)
È la figlia maggiore della famiglia Popple. Durante il viaggio dall'Inghilterra in Australia, conosce John, un marinaio che in seguito ritornerà in Australia per vivere accanto a lei. Per guadagnare qualcosa e risollevare le misere finanze della famiglia, andrà a lavorare in una rivendita di pane e risparmiando per anni riuscirà a comprarsi la stoffa per confezionarsi l'abito da sposa. Verso la fine della storia si sposerà con John lasciando la casa dei genitori, ma in seguito ritornerà a vivere con il marito nella nuova fattoria del padre.
Benjamin
Doppiato da: Tatsuya Matsuda (ed. originale), Marco Guadagno (ed. italiana)
Soprannominato Ben, è il secondogenito della famiglia Popple e desidererebbe fare il medico, sogno al quale dovrà rinunciare per l'impossibilità di frequentare scuole adatte. Trova lavoro presso l'ufficio della dogana e alla fine aiuterà il padre nella nuova fattoria che finalmente sarà riuscito ad acquistare.
Toby
Doppiato da: Yumi Takada (ed. originale), Julian Olivieri Orioles (ed. italiana)
Soprannominato Tob, al suo arrivo in Australia ha solamente due anni e non parla ancora ed è il fratellino più piccolo di Lucy May. Alla fine della storia, ormai diventato più grande, comincerà ad andare a scuola.
Arthur
Doppiato da: Katsunosuke Hori (ed. originale)
È il padre di Lucy May. Arriva in Australia spinto dalla volontà d'impiantare una fattoria modello, ma le numerose traversie che lui e la sua famiglia devono affrontare, gli faranno perdere col passare del tempo ogni speranza. Costretto a fare lavori saltuari per mantenere la famiglia e ormai senza soldi, lentamente si rifugerà nell'alcol per disperazione.
Annie
Doppiata da: Ikuko Tani (ed. originale), Germana Dominici (ed. italiana, ep. 1-26), Gabriella Genta (ed. italiana, ep. 27-50)
Madre di Lucy May è una donna forte che assieme al marito è venuta in Australia con un grande sogno. Quando lentamente la sua famiglia si sfalderà e il marito avrà perduto ogni speranza, sarà lei a diventare un punto di riferimento per i familiari e non abbandonerà mai la speranza di tempi migliori.
Piccolo
È un dingo, un cane selvatico australiano la cui pericolosità è simile a quella del lupo. Viene raccolto da Lucy May da cucciolo e allevato nonostante le forti perplessità della famiglia a tenere in casa un animale che, una volta cresciuto, sarebbe potuto diventare pericoloso. Sarà proprio Piccolo a cercare disperatamente e a ritrovare Lucy May dopo l'incidente che le aveva fatto perdere la memoria.

### Altri personaggi
Dottor S. Deighton
Doppiato da: Kazuhiko Inoue (ed. originale), Mario Bardella (ed. italiana)
È il medico della nave che ha portato Lucy May e la sua famiglia in Australia. Decide di non ritornare in Inghilterra e si stabilisce ad Adelaide assieme alla famiglia Popple per esercitare la sua professione in una terra che ha carenza di medici qualificati. Pur se medico esperto, è purtroppo dedito all'alcol, cosa che molto spesso limiterà le sue capacità.
Sig. Petiwell
Corpulento ed arrogante possidente inglese è l'antagonista dei Popple e causerà non pochi travagli alla famiglia Popple; acquistando la fattoria che il proprietario aveva già promessa ad Arthur Popple.
Happy
Un bracco da caccia viziato e dispettoso, maltrattato dall'irascibile padrone, il signor Petiwell, che sfoga su di lui le sue frustrazioni, finirà per aggredire l'agnellino Fiocco di Neve e il dottor Deighton per venire quindi ucciso da Piccolo, ormai abituato a proteggere e difendere i membri della famiglia Popple.
John
Doppiato da: Mauro Gravina (ed. italiana)
È un marinaio che durante il viaggio tra l'Inghilterra e l'Australia, si innamora di Clara, la sorella maggiore di Lucy May. Sarà costretto a ripartire per l'Inghilterra, ma ritornerà con il fratello per sposare la ragazza che ama e vivere con lei.
Sig. Parker
Doppiato da: Hiroshi Masuoka (ed. originale), Gastone Pescucci (ed. italiana)
È un commerciante amico dei Popple che si prenderà cura di Ben prima del suo trasferimento ad Adelaide.
Sig. Jenning
È un carpentiere che, dopo essere stato salvato da Arthur e Ben sulla strada del ritorno da Adelaide alla spiaggia, aiuterà i Popple a costruire la loro prima casa.
Billy
È il figlio di Jenning, amico di Kate e Lucy May.
Sig.ra Jane Mac
Doppiata da: Liliana Sorrentino (ed. italiana)
vicina di casa dei Popple, dopo la morte del marito, aprirà un panificio in cui lavorerà anche Clara.
Sig. Bernard
Fratello di Jane, lavora nell'ufficio del colonnello Light e assegna ai Popple il lotto di terreno accanto a quello della sorella.
Frank Princeton
È un ricchissimo proprietario terriero e possiede una grande fattoria che desidererebbe fosse gestita da mani più capaci di quelle dell'attuale tenutario. Propone ad Arthur Popple di lavorare per lui e in seguito gli venderà un grande appezzamento di terreno a condizioni di favore dandogli modo di coronare il suo grande sogno.
Sylvia Princeton
Doppiata da: Ludovica Modugno (ed. italiana)
Ha perduto da poco tempo Emily, una bimba della stessa età di Lucy May. Quando in seguito ad un incidente Lucy May trascorrerà un periodo nella sua grande villa, Sylvia avrà un rapporto molto problematico con la bambina, nella quale vedrà la figlia perduta.

## Produzione
Lucy May è un caso più unico che raro nell'ambito del World Masterpiece Theater. Esso non solo è il primo anime del franchise ad essere stato prodotto mentre l'autore originale dell'opera era ancora in vita (situazione che si ripeterà solo con: Sui monti con Annette, Le voci della savana e Sorridi, piccola Anna), ma è anche l'unico ad essere stato realizzato prima che l'opera letteraria originale venisse terminata. Infatti, all'epoca della trasmissione della serie in Giappone nel 1982, Southern Rainbow di Phyllis Piddington (1910–2001) era ancora in fase di serializzazione su una rivista australiana per ragazzi, prima che fosse successivamente pubblicato nello stesso anno come romanzo illustrato. Di conseguenza, molti degli avvenimenti presenti nella seconda metà dell'anime, come l'amnesia di Lucy May e la sua possibile adozione da parte dei Princeton, sono trovate degli sceneggiatori giapponesi che non trovano riscontro nel romanzo. Poiché il libro era ancora inedito anche in Giappone, un suo adattamento venne pubblicato a puntate dal quotidiano Sankei Shimbun in concomitanza con l'inizio della messa in onda della serie, in modo che i telespettatori potessero familiarizzare con la storia. L'edizione giapponese del romanzo fu pubblicata da Kodansha il 17 giugno 1982, a circa metà della trasmissione televisiva.

## Edizione italiana
Dopo la prima messa in onda su Italia 1 nel 1983, la serie è stata replicata anche su Rete 4 nel 1986. Il 17 giugno 2010 è tornata, dopo oltre 20 anni di assenza, su Hiro. La sigla italiana Lucy è cantata da Cristina D'Avena.
Nell'episodio 27 vengono cambiati i doppiatori italiani di: Kate, Arthur, Annie, sig. Jenning e Billy. Inoltre il doppiaggio italiano presenta alcuni errori:
- Nell'episodio 29 Ben afferma che evidentemente Piccolo è stato abbandonato dalla madre: in realtà è stato proprio Ben a raccogliere Piccolo dopo essersi accertato della morte di sua madre. Inoltre il cane nero Monocle del signor Long viene ribattezzato come Nerone.
- Nell'episodio 38 il cocchiere della diligenza denuncia tre banditi alla polizia, ma il terzo (Adam) al momento dell'assalto era in incognito tra i passeggeri.
- Il cognome del colonnello William Light, fondatore di Adelaide e suo primo ispettore generale, viene sempre pronunciato "Wright".
- Il cucciolo di vombato trovato da Kate in una grotta viene chiamato Buffo nell'episodio 46 e Fanny nel 47.

## Episodi
| Nº | Titolo italiano Giapponese 「Kanji」 - Rōmaji | In onda           | In onda |
| Nº | Titolo italiano Giapponese 「Kanji」 - Rōmaji | Giapponese        |         |
| 1  | Verso una nuova terra 「新しい土地へ」 - Atarashi i tochi he | 10 gennaio 1982   |         |
| 1  | La famiglia Popple sbarca nel sud dell'Australia dopo circa tre mesi di navigazione dall'Inghilterra e, come gli altri gruppi di coloni, si accampa per la notte sulla riva. Lucy May aiuta la famiglia a preparare la tenda e la cena. Il papà, prima di cenare, annuncia alla famiglia di essere soddisfatto di aver portato la sua famiglia sana in Australia, e che vorrà comprare un terreno nella città di Adelaide per costruirci una fattoria. |                   |         |
| 2  | Un grazioso animaletto 「可愛いヤツ」 - Kawaii yatsu | 17 gennaio 1982   |         |
| 2  | Il marinaio John è preoccupato per la salute di Clara e decide di abbandonare la vita di mare per vivere con lei in Australia. Lucy May, Kate e Billy vanno al ruscello a prendere l'acqua e sulla via del ritorno trovano un koala. Lucy May vuole tenerlo con sé ma gli indigeni non sembrano essere d'accordo. |                   |         |
| 3  | Il ladro 「かわり者」 - kawari mono | 24 gennaio 1982   |         |
| 3  | Ben e suo padre aiutano il signor Parker a rimettergli a posto la tenda, e lui in cambio dona loro un pezzo di carne fresca. Lucy May e tutta la famiglia sono contenti di mangiare finalmente un po' di carne fresca dopo aver consumato solo quella salata per tutto il viaggio in mare. Happy, il cane del signor Petiwell, ruba la carne fresca e la porta al padrone. La famiglia Popple insegue il cane fino alla tenda di Petiwell che restituisce loro la carne tutta rovinata senza dare delle scuse. Annie, la madre, decide comunque di lavarla nel mare e di mangiarla per cena. |                   |         |
| 4  | La prima spedizione 「はじめての探検」 - Hajimeteno tanken | 31 gennaio 1982   |         |
| 4  | Il papà e Ben vanno ad Adelaide e lungo il sentiero trovano il signor Jenning che nella notte ha perso l'orientamento e si è ferito. Il papà lo prende in groppa e Ben porta i suoi bagagli, e tornano all'accampamento. Sulla strada del ritorno Jenning avverte il signor Popple che le risorse ad Adelaide sono poche e dovrà faticare per avere una fattoria. Lucy May, Kate e Billy giocano sulla spiaggia e incontrano un branco di leoni marini. Lucy May si avvicina ma è un po' spaventata. |                   |         |
| 5  | Il temporale 「雨のち晴」 - Ame nochi sei | 7 febbraio 1982   |         |
| 5  | Si mette a piovere e a tirare vento e i leoni marini se ne vanno. Lucy May, Kate e Billy restano sulla spiaggia per cercare le scarpe di Kate e scorgono il ragazzo indigeno dell'altra volta, che però scappa subito. Ben e suo padre portano a casa il signor Jenning e lo fanno visitare dal dottore della nave. Il dottore dice che non potrà muoversi per dieci giorni, così il signor Jenning per ringraziamento, fa usare a Popple il carro che aveva noleggiato per la sua famiglia. |                   |         |
| 6  | Quella città che si chiama Adelaide 「アデレードという町」 - Aderedo toiu machi | 14 febbraio 1982  |         |
| 6  | Mentre vanno a lavare il bucato, Lucy May e Kate trovano una capra impigliata con la zampa nella radice di un albero, il signor Parker le aiuta a liberarla e Lucy May decide di tenerla. Arthur e Ben arrivano ad Adelaide, ancora con pochissime case, e vanno a parlare con il signor Bernard nell'ufficio del colonnello Light, che può assegnargli provvisoriamente solo un terreno molto piccolo, accanto a quello di sua sorella. Nel frattempo il signor Petiwell va a parlare con il signore che aveva affittato un carro al signor Jenning, lo informa delle sue condizioni fisiche, e riesce ad ottenere in prestito il carro al posto dei Popple. |                   |         |
| 7  | L'incidente di Ben 「ベンの災難」 - Ben no sainan | 21 febbraio 1982  |         |
| 7  | Arthur e Ben stanno tornando all'accampamento in piena notte ma perdono il sentiero, allora costeggiano la spiaggia sotto la luce della luna. Arthur decide che dovranno vendere la casa prefabbricata perché non la possono più trasportare ad Adelaide. Il giorno seguente, Ben e Arthur scaricano i loro bagagli dalla nave e li lasciano provvisoriamente sulla spiaggia. In un momento di assenza del padre, Ben si tuffa in acqua per recuperare un barile di farina ma prende il largo. Lucy May, Kate e Billy, arrivati sulla spiaggia aiutando lo zio di Billy, non sanno che cosa fare per aiutarlo. |                   |         |
| 8  | La notte prima della partenza 「出発の前夜」 - Shuppatsu no zenya | 28 febbraio 1982  |         |
| 8  | Kate e Billy salgono su una barchetta per prendere Ben ma non riescono a governarla; per fortuna il papà si accorge di lui e lo salva dalle onde. Tutti i bagagli sono stati scaricati e Clara ha salutato John prima che ripartisse per l'Inghilterra. La famiglia Popple è pronta per lasciare l'accampamento e trasferirsi ad Adelaide il giorno seguente. |                   |         |
| 9  | Sulla strada di Adelaide 「アデレードへの道」 - Aderedo heno michi | 7 marzo 1982      |         |
| 9  | La famiglia Popple smonta l'accampamento e inizia il viaggio verso Adelaide con il primo carico di bagagli. Ben rimane sulla spiaggia a sorvegliare gli altri bagagli, ma John gli chiede di accompagnare il dottore dai Jenning. Nel frattempo John corre più che può per vedere un'ultima volta Clara e salutarla prima di partire. Al suo ritorno, John non trova più il dottor Deighton e la nave sta per salpare. |                   |         |
| 10 | La città verde 「緑の町」 - Midori no machi | 14 marzo 1982     |         |
| 10 | Mentre Ben copre le sue casse prima di sera, trova il dottor Deighton a dormire lì vicino, e siccome la nave per l'Inghilterra è già salpata dovrà rimanere in Australia. Lucy May, Kate e Clara vengono inseguite da un dingo ma non vengono aggredite. Le ragazze arrivano ad Adelaide prima dei loro genitori e si sorprendono della desolazione che la caratterizza. |                   |         |
| 11 | La nostra piccola casa 「小さなわが家」 - Chiisa nawaga ie | 21 marzo 1982     |         |
| 11 | La vicina di casa Jane Mac accoglie Clara, Kate e Lucy May offrendo loro del pane fresco e un secchio per prendere l'acqua. La casetta dove dovranno vivere è vicina al fiume, così Clara va a prendere dell'acqua e trova il signor Bernard che si fa il bagno. Dopo alcune ore arrivano anche Annie, Arthur e Tob. Mentre Arthur e il signor Bernard montano la tenda, Lucy May e la capra Camilla cadono nel fiume e Kate grida aiuto. |                   |         |
| 12 | La prima notte ad Adelaide 「アデレードの夜」 - Aderedo no yoru | 28 marzo 1982     |         |
| 12 | Lucy May e Camilla vengono salvate da un aborigeno, soprannominato Ercole per la sua corporatura robusta. La capra Camilla sta per avere i suoi piccoli e viene messa a riposare nella tenda. I signori Petiwell vengono ad abitare vicino ai Popple e Arthur non accontenta la richiesta di montare per loro la casa prefabbricata, dovendo già occuparsi della loro casa. |                   |         |
| 13 | Il ritorno di Ben 「ベンがやって来た!」 - Ben gayatte kita! | 4 aprile 1982     |         |
| 13 | Camilla mette alla luce tre capretti, e il papà di Lucy May costruisce un recinto. Ben e il dottor Deighton lasciano la spiaggia con un carro noleggiato da Ben il giorno prima, e portano gli ultimi bagagli dei Popple ad Adelaide. Il camino della casa dei Popple è otturato e riempie la casa di fumo, e sarà la prima cosa che Arthur dovrà sistemare. Il marito di Jane ha ancora la febbre a 40 e Bernard chiede aiuto ad Arthur per portarlo dal medico nella città vicina, ma Ben arriva in tempo con il dottor Deighton. |                   |         |
| 14 | Un carico pesante 「たくましい男」 - Takumashii otoko | 11 aprile 1982    |         |
| 14 | Lucy May, Kate e Ben trovano nel fiume un ornitorinco ma non riescono a prenderlo. Lucy May incontra il signor Ercole e lo porta a casa sua, dove la madre gli dona una pagnotta appena sfornata, come segno di ringraziamento per aver salvato la vita alla bambina. Il dottor Deighton riesce a trovare delle medicine per curare il genero di Bernard nell'ufficio dell'ambasciata. Ben e suo padre non trovano dei buoi per trasportare il legname, così dovranno portarlo da soli. |                   |         |
| 15 | Le due case 「二つの家」 - Futatsu no ie | 18 aprile 1982    |         |
| 15 | Arthur e Ben non sono bravi con i lavori di riparazione della casa e desidererebbero avere il sostegno di un buon carpentiere, come il signor Jenning. Billy trova Lucy May e Kate mentre spiano in casa Mac e parla della loro sistemazione a suo padre, che adesso lavora per il signor Petiwell. Non appena saputa la condizione dei Popple, il signor Jenning abbandona il lavoro, seppur remunerativo, dal signor Petiwell per offrire il suo aiuto alla famiglia Popple. |                   |         |
| 16 | Un dottore un po' bagnato 「ずぶぬれのお医者さん」 - Zubunurenoo isha san | 25 aprile 1982    |         |
| 16 | Lucy May e Kate trovano un opossum nella foresta, ma quando ci tornano con Billy, non riescono più a trovarlo. Il dottor Deighton prende una tavoletta di legno dal materiale del signor Arthur per costruirsi un'insegna che affigge ad un albero. Quando arrivano i primi pazienti, Kate va a prendere il dottore dai Mac, purtroppo in stato di ebbrezza, e impossibilitato a svolgere il suo lavoro. Annie allora rovescia un secchio di acqua su Deighton, che riprende il controllo di sé. |                   |         |
| 17 | Una storia triste 「不幸な出来事」 - Fukou na dekigoto | 2 maggio 1982     |         |
| 17 | La mamma e Kate zappano un pezzetto di terra vicino a casa per fare un orto. Il signor Jenning vuole finire la casa del signor Popple prima di quella di Petiwell, e promette anche di scavargli un pozzo per l'acqua, in cambio di uno dei capretti di Lucy May per suo figlio Billy. La signora Petiwell è impaziente di vedere la casa finita e, siccome tutti gli operai ci stanno lavorando, ordina al marito di scavare un pozzo. In un momento di distrazione, le capre scappano dal recinto e il cane Happy assale un piccolo, uccidendolo. Il signor Petiwell si fa male al coccige e il dottor Deighton va a curarlo. |                   |         |
| 18 | L'albero dei sogni 「木登り」 - Kinobori | 9 maggio 1982     |         |
| 18 | Lucy May vorrebbe possedere un koala e si allena ad arrampicarsi sugli alberi per poterne prendere uno, ma cade accidentalmente e si fa male. Il signor Jenning e Arthur finiscono una stanza e la connettono alla casa; Lucy May e Kate litigano su chi ci potrà dormire. Il dottor Deighton visita il signor Petiwell ma non migliora le sue condizioni di salute. Anche il signor Parker si trasferisce ad Adelaide ed è amareggiato del fatto che la casa di Petiwell sia quasi finita, nonostante non se lo meriti affatto. Kate e Lucy May vedono sulla cima di un albero degli scoiattoli volanti, ma quando Lucy May si arrampica e prova a prenderli, questi volano via. |                   |         |
| 19 | Giorno di spese 「今日は買い物」 - Konnichiha kaimono | 16 maggio 1982    |         |
| 19 | Lucy May, Kate e Clara vanno in centro a fare la spesa e nella strada Kate dice a Clara che per loro è stato più conveniente vendere la casa prefabbricata al signor Petiwell, perché si stava tarlando. Intanto Billy va a casa dei Popple per ricevere un capretto da Lucy May e, mentre l'aspetta, aiuta suo padre e Ben a scavare il pozzo. Clara vorrebbe comprare un abito da sposa ma quando si accorge di non averne bisogno se ne vergogna. Sulla via del ritorno, le ragazze incontrano il signor Bernard, appena uscito dalla redazione del giornale locale, che le aiuta a portare la spesa. Billy è già tornato a casa, ma Lucy May vuole rispettare la sua promessa e, malgrado la tarda ora, porta il capretto preferito a Billy, e Kate la accompagna. |                   |         |
| 20 | L'acqua del pozzo 「井戸の水」 - Ido no mizu | 30 maggio 1982    |         |
| 20 | Lucy May e Kate, a caccia di koala, si perdono e trovano un trio di pecore smarrite minacciate da un dingo. Le bambine provano a difenderle quando arrivano i cani del pastore che scacciano la bestia e riaccompagnano le pecore al gregge. Lucy May e Kate ringraziano il pastore Larry Long, che le aveva già aiutate il giorno del loro primo arrivo ad Adelaide, e chiedono alcune informazioni su di lui. Il signor Jenning termina lo scavo del pozzo e si riunisce assieme a Popple, Parker e Deighton per festeggiare con del whisky. Kate e Lucy May appena tornate, incontrano Bernard che porta a casa il suo cognato ancora più malato, e vanno a chiamare di corsa il dottor Deighton e la signora Mac. Purtroppo la malattia è gravissima, per l'uomo non c'è più nulla da fare e si spegne, all'età di 37 anni. |                   |         |
| 21 | Un colonnello intraprendente 「アデレードの設計者」 - Aderedo no sekkeisha | 6 giugno 1982     |         |
| 21 | Il capretto scappa dal recinto e mangia dei caspi di insalata ma Lucy May vuole mantenerlo segreto a Clara e ai genitori. Kate e Lucy May vanno di nascosto al funerale del signor Mac e vedono che tra l'assemblea c'è il colonnello Light, che adesso è in vacanza per via della sua tubercolosi. Più tardi, il colonnello Light va a pesca con Ben e gli racconta la storia della sua vita, mentre le due bambine vanno a prendere dei vermi da usare come esche. Kate si accorge della presenza di un coniglio e Lucy May la aiuta a prenderlo, ma un dingo spunta all'improvviso e ne fa la sua preda. |                   |         |
| 22 | Il piccolo dingo 「レンガとディンゴの子」 - Renga to deingo no ko | 13 giugno 1982    |         |
| 22 | Arthur forma tre mattoni con la creta mischiata alla sabbia e Lucy May, Kate e Ben creano un cagnolino, una palla e un piatto. Arthur mette a cuocere i mattoni e le formine in un fuoco, ma alla fine della cottura tutte le forme si spezzano con facilità. Ben va al fiume per raccogliere la legna e trova un cacciatore che ha ucciso un dingo, così lo seppellisce e porta il suo cucciolo a casa per allevarlo assieme a Lucy May. La mamma, il papà e il signor Bernard avvertono i bambini che quando crescerà il dingo diventerà aggressivo e si dovrà ucciderlo, così Ben preferisce riportarlo nella foresta quella stessa notte. |                   |         |
| 23 | Lo chiameremo "Piccolo" 「お前の名前はリトル」 - O mae no namae ha ritoru | 20 giugno 1982    |         |
| 23 | Ben lascia il piccolo dingo nella foresta, ma si accorge che non se la potrà cavare da solo, così lo riprende con sé e torna a casa. La mattina dopo Lucy May e Kate scoprono che oltre ad essere docile è anche pauroso. Il papà detta le severe condizioni secondo le quali il dingo potrà rimanere da loro. Ben decide di dargli il nome "Piccolo" così anche quando crescerà si ricorderanno di com'era affettuoso da piccolo. |                   |         |
| 24 | La fine dell'estate 「夏の終わりの日」 - Natsu no owari no nichi | 27 giugno 1982    |         |
| 24 | Lucy May e Kate preparano dei mattoni con l'argilla che ha impastato Ben e per lavarsi il corpo e i vestiti fanno un bagno nell'acqua fredda del fiume. Arthur decide assieme a Ben e Deighton di costruire la nuova casa per il dottore non troppo lontana da quella dei Popple. Ben, per diventare dottore, deve imparare il latino, così chiede al dottor Deighton di insegnarglielo seguendo il suo libro. Lucy May e Kate portano le capre al pascolo legandole ad un paletto, ma si allontanano per inseguire una lepre e trovano un branco di canguri. Piccolo si mette ad abbaiare e le bambine tornano indietro; scoprono che le capre hanno sfilato il paletto e si sono allontanate, ma il piccolo dingo le aiuta a ritrovarle. |                   |         |
| 25 | Lucy deve studiare 「ついてない時は…」 - Tsuitenai toki ha... | 4 luglio 1982     |         |
| 25 | Lucy May e Kate studiano sotto gli insegnamenti severi di Clara, e Lucy non si impegna molto. Quando arriva Billy, le ragazze escono fuori a giocare nel bosco. La signora Mac ha superato il lutto del marito e vuole aprire un panificio con Clara. Si mette a piovere, Lucy May scorge Ben nel bosco e decide di fargli uno scherzo. Ben sta studiando e Lucy May gli fa cadere il suo libro di latino nel fiume. |                   |         |
| 26 | Lucy è ammalata 「病気になった!」 - Byouki ninatta! | 11 luglio 1982    |         |
| 26 | Lucy May si ammala e non si impegna a guarire, tanto è forte il rimorso per aver fatto perdere a Ben la sua grammatica latina. Il fratello allora la perdona per davvero e le promette che quando guarirà potrà giocare con il nuovo aquilone a cui sta lavorando. Intanto il signor Petiwell chiede al dottor Deighton di curare il suo mal di denti, e il dottore sentenzia che l'unico rimedio è rimuovere il dente cariato. |                   |         |
| 27 | Un aquilone per Lucy May 「凧に乗って」 - Tako ni notte | 18 luglio 1982    |         |
| 27 | Happy cerca di mordere una capretta al pascolo ma Piccolo la difende e viene ferito; Kate appena se ne accorge scaccia il cane e fa curare il cucciolo di dingo. Ben finisce l'aquilone e Lucy May è contenta nel sapere che quando guarirà potrà giocarci. Il dottor Deighton si decide a curare il mal di denti di Petiwell ma toglie un dente sano e non quello dolente. |                   |         |
| 28 | Sull'altra sponda del fiume 「川の向こう岸」 - Kawa no mukou kishi | 25 luglio 1982    |         |
| 28 | Durante l'ultimazione del tetto della casa di Ben e Deighton, Lucy May, Kate e Billy vanno in un campo a giocare con il nuovo aquilone. All'improvviso la corda si spezza e l'aquilone vola via. Per recuperarlo i bambini attraversano il fiume disubbidendo alle raccomandazioni del padre, e scoprono che è stato recuperato da dei bambini indigeni. I bambini iniziano a litigare ma interviene un adulto che rende l'aquilone a Lucy May e si esalta a vedere Piccolo, un dingo addomesticato. |                   |         |
| 29 | L'addestramento di Piccolo 「リトルの訓練」 - Ritoru no kunren | 1º agosto 1982    |         |
| 29 | Lucy May e Kate vanno nei pascoli del signor Long, dove Ben sta aiutando, e i tre cani pastori si alterano a causa di Piccolo; infatti i dingo sono predatori di pecore. Kate ricorda a sua sorella che in futuro Piccolo potrebbe tornare ad essere selvaggio e Lucy May decide di addomesticarlo maggiormente per tutto l'inverno, insegnandogli a ubbidire a dei semplici ordini, come un vero cane domestico. |                   |         |
| 30 | Regalo di compleanno 「誕生日のおくりもの」 - Tanjoubi nookurimono | 8 agosto 1982     |         |
| 30 | Piccolo, che ormai è cresciuto molto, aiuta Lucy May e Kate a riportare due pecore nel gregge del signor Long e, ignorando gli abbaii dei cani, porta le due padroncine alla capanna del pastore, dove è molto malato. Il dottor Deighton riesce a curarlo e Ben bada alle pecore, così quando si ristabilisce gli paga un compenso e dona un agnellino a Lucy May per ringraziare lei e Piccolo. Quel giorno è anche il compleanno di Lucy May (che compie otto anni), il primo che riescono a festeggiare serenamente con una torta, e il papà annuncia alla famiglia che ha finalmente comprato un pezzo di terra da un privato, e a breve potranno avere una fattoria. Lucy May chiama l'agnellino Fiocco di neve e spera che farà amicizia con Piccolo. |                   |         |
| 31 | Piccolo e il cane del Signor Petiwell 「リトルと黒い犬」 - Ritoru to kuroi inu | 15 agosto 1982    |         |
| 31 | Arthur Popple porta tutta la famiglia a vedere il terreno della fattoria che stanno per comprare ma la mamma, vedendo che è molto estesa, ancora non crede che la potranno comprare. Sulla via del ritorno, Piccolo li precede e attacca Happy, il cane del signor Petiwell, che stava aggredendo Fiocco di neve e il dottor Deighton, ma finisce per ucciderlo. Il signor Petiwell viene convinto che la colpa dell'uccisione non è di Piccolo ma di Happy stesso, o meglio, della cattiva educazione che ha ricevuto. |                   |         |
| 32 | Camminando sull'arcobaleno 「虹の橋のたもと」 - Niji no hashi notamoto | 22 agosto 1982    |         |
| 32 | Arthur e Ben vanno a firmare il contratto per la fattoria ma il signor Petiwell, che vuole vendicarsi per la morte del suo cane, glielo soffia per 500 sterline in più. John e suo fratello minore Paul vengono a vivere in Australia, un anno dopo l'arrivo dei Popple. Passano altri due anni e Adelaide si è sviluppata molto. |                   |         |
| 33 | La fine di un sogno 「失われた夢」 - Ushinawa reta yume | 29 agosto 1982    |         |
| 33 | Passa un anno; nel 1839 muore il colonnello Light, Charles Kart diviene il nuovo ispettore generale di Adelaide e il signor Bernard il suo segretario particolare. Esattamente un anno dopo, nell'ottobre 1840, riprende la storia di Lucy May, che ormai ha dieci anni e assieme a tutta la sua famiglia si è trasferita in una casa più grande, ma senza un terreno da coltivare. Clara lavora nel panificio della signora Mac e Ben, che ha rinunciato al suo sogno di diventare dottore, fa qualche lavoretto per risparmiare dei soldi. Il signor Petiwell sta acquistando sempre più terreni per rivenderli a prezzi più alti, e pure il dottor Deighton sta per venire sfrattato dal suo ambulatorio. Petiwell, inoltre, si è procurato un bulldog e sta per trasferirsi nuovamente vicino ai Popple. |                   |         |
| 34 | Piccolo e la scuola 「リトルと学校」 - Ritoru to gakkou | 5 settembre 1982  |         |
| 34 | Lucy May deve andare a scuola ma Piccolo la segue e la vuole proteggere dai rimproveri dell'insegnante severo. Arthur lavora in una cava e un'esplosione di dinamite troppo potente causa una frana imprevista. |                   |         |
| 35 | Come trovare un mezzo di trasporto 「対決」 - Taiketsu | 12 settembre 1982 |         |
| 35 | A seguito della frana, Clara e John si preoccupano di cercare un carro per potersi recare alla montagna e accertarsi delle condizioni di salute di Arthur, ma lo trovano rientrare su un carro per passeggeri. Arthur si è storto una caviglia, così Lucy May e Kate vanno a chiamare il dottor Deighton per curarlo. Arrivate da lui trovano la loro vecchia casa in fiamme per ordine del signor Petiwell, che arriva poco dopo, e Piccolo e Silver iniziano una nuova lite. |                   |         |
| 36 | Una moneta da 5 scellini nel nido 「巣の中の5シリング」 - Su no nakano 5 shiringu | 19 settembre 1982 |         |
| 36 | Il signor Petiwell ha comprato il terreno su cui si trovava la vecchia casa dei Popple e quella del dottor Deighton, il quale dovrà lasciarla entro un mese perché verrà demolita. Arthur, visitato da Deighton, riceve la cura di un mese di riposo. Lucy May e Kate seguono Clara fino al negozio di stoffe e la aiutano a finire di pagare il suo vestito da sposa con una moneta di 5 scellini che Lucy May aveva trovato in un nido. |                   |         |
| 37 | Una banda di rapinatori nella prateria 「草原の強盗団」 - Sougen no goutou dan | 26 settembre 1982 |         |
| 37 | Ben porta Lucy May e Kate al porto e più tardi tornano a casa con una diligenza. Il signor Petiwell, a cui si è rotta la carrozza, sale a bordo lungo la strada con il suo domestico Adam, ma poco dopo vengono assaliti da un gruppo di banditi e Petiwell non vuole saperne di lasciar loro la sua borsa. |                   |         |
| 38 | Lucy May è un bravo investigatore 「ルーシーは名探偵」 - Rushi ha meitantei | 3 ottobre 1982    |         |
| 38 | I banditi, che miravano soprattutto alla borsa del signor Petiwell, concludono la rapina e vengono denunciati quando la diligenza torna in città. Lucy May, che è testimone della colpevolezza di Adam, lo segue assieme a Kate e Piccolo fino al suo covo e la polizia lo arresta assieme ai suoi complici. Come ricompensa Lucy May chiede a Petiwell che non distrugga la casa del dottor Deighton ma ormai è troppo tardi e il dottore torna a vivere con i Popple. |                   |         |
| 39 | Due separazioni 「二つの別れ」 - Futatsu no wakare | 10 ottobre 1982   |         |
| 39 | Il dottor Deighton aiuta Arthur a smettere di bere dopo che è stato licenziato, e si trasferisce a Gawler per lavorare in una clinica che è stata appena aperta. Il papà è costretto a vendere Fiocco di Neve, la pecorella di Lucy May, e la bambina, tornando dall'asta con l'umore a terra, viene travolta da una carrozza fuori controllo. |                   |         |
| 40 | Chi sono io? 「わたしは誰?」 - Watashiha dare? | 17 ottobre 1982   |         |
| 40 | Lucy May viene raccolta sul marciapiede da un ricco signore chiamato Frank Princeton che la porta a casa sua dove viene curata dal dottor Jones. Mentre resta priva di sensi, la moglie, Sylvia, la cura come se fosse sua figlia. Infatti la coppia ha potuto avere solo una figlia, che è morta tempo fa, e somigliava proprio a Lucy May. Quest'ultima, dopo essersi svegliata, si accorge di aver perduto la memoria. Intanto a casa sono preoccupati per la lunga assenza di Lucy May, e Arthur va a cercarla assieme a Piccolo e John, che l'ha vista per ultimo sul ponte Adelaide. Piccolo fiuta una macchia di sangue perso da Lucy May, ma poco prima che i due uomini si avvicinino, viene lavata via dalla pioggia. |                   |         |
| 41 | Una città sconosciuta e persone sconosciute 「見知らぬ町・見知らぬ人」 - Mishira nu machi . mishira nu nin | 24 ottobre 1982   |         |
| 41 | Lucy May si risveglia nella casa dei Princeton e conosce il loro gatto Prospero. I due coniugi portano la bambina in giro per la città con la loro carrozza, sperando che si ricordi qualcosa. Arthur, Kate e Piccolo tornano sul ponte Adelaide pensando di ritrovare la traccia della sera prima, ma da lì decidono di recarsi a Gawler. Tob vede sua sorella passare davanti a casa sua nella carrozza, ma mentre va a chiamare la madre, la carrozza si è già allontanata. Sylvia chiama la bambina Emily finché starà con loro, lo stesso nome della loro figlia deceduta. |                   |         |
| 42 | Una bambina di nome Emily 「エミリーと呼ばれる子」 - Emiri to yoba reru ko | 31 ottobre 1982   |         |
| 42 | Sylvia chiede a Lucy May di chiamarla "mamma" e lei acconsente, anche se Frank non è d'accordo e crede che sua moglie si stia affezionando troppo alla bambina. Il signor Petiwell, che ha visto il signor Popple e Kate tornare da Gawler, crede che siano andati a visitare la bella fattoria dei Princeton per comprarla, e subito si reca alla villa del proprietario per chiedere di acquistarla prima di lui, ma Frank rifiuta ogni offerta. Prima di tornare, Petiwell ascolta con curiosità la voce di Lucy May e la vede di spalle, ma non la riconosce. Ben torna a casa e viene informato della scomparsa di Lucy May, e assieme al papà vanno a denunciare il fatto alla polizia. La mattina dopo, Piccolo scappa di casa correndo. |                   |         |
| 43 | Ore d'angoscia 「すれ違い」 - Sure chigai | 7 novembre 1982   |         |
| 43 | Ben e Clara avvisano il loro papà che ultimamente sta bevendo troppo per togliersi le preoccupazioni, lui si accorge che hanno ragione e decide di smettere. Il signor Princeton e Ben portano alla redazione del giornale un annuncio ciascuno, rispettivamente per trovare i genitori e per trovare Lucy May, ma i redattori non si accorgono della coincidenza. |                   |         |
| 44 | All'improvviso sul ponte 「リトル!リトル!」 - Ritoru! Ritoru! | 14 novembre 1982  |         |
| 44 | I signori Princeton fanno visita alla marchesa di York e portano con loro anche Lucy May per fargliela conoscere. Al ritorno, la bambina chiede di potersi fermare sul ponte Adelaide per provare a ricordare qualcosa, e grazie a questo evento Piccolo riesce a trovarla. Non appena le salta in braccio, Lucy May ricorda spontaneamente il suo nome e recupera tutti i suoi ricordi. I Princeton riportano finalmente a casa sua Lucy May e Sylvia ne rimane affranta. |                   |         |
| 45 | La sparizione di Tob 「トブが消えた」 - Tobu ga kie ta | 21 novembre 1982  |         |
| 45 | Arthur decide di prendere un lavoro più remunerativo, e trova un posto in una miniera di ferro sul Monte Barker, a più di 30 chilometri a sud-est da Adelaide. Grazie a questo lavoro, il papà conta di poter comprare una fattoria dopo qualche anno di stipendi, ma nel frattempo dovranno lasciare Adelaide per andare a vivere in prossimità della montagna, eccetto Clara e Ben che terranno il loro lavoro. I genitori vanno a visitare la miniera assieme a Lucy May, Kate e Tob; i ragazzi si allontanano per seguire dei wallaby ma all'improvviso Tob scompare. |                   |         |
| 46 | Strani incontri nel pozzo 「穴の中のウォンバット」 - Ana no nakano uonbatto | 28 novembre 1982  |         |
| 46 | Tob era caduto nel pozzo di una vecchia miniera, e anche Kate ci cade dentro mentre lo cerca. Kate aiuta Tob a uscire e all'interno della grotta trova un vombato, che i ragazzi decidono di adottare, e lo chiamano Buffo. Mentre la famiglia è via, Clara riceve la visita della signora Princeton, venuta per invitare Lucy May e Arthur alla sua villa. Il signor Princeton, che è il proprietario azionario della miniera del Monte Barker, propone al padre di Lucy May di rinunciare a quel posto per lavorare nella sua fattoria. |                   |         |
| 47 | La decisione di papà 「とうさんの決意」 - Tousanno ketsui | 5 dicembre 1982   |         |
| 47 | Il cucciolo di vombato di Lucy May viene investito dalla carrozza del signor Petiwell, e la bambina lo seppellisce tristemente. Arthur non vuole lavorare nella fattoria di qualcun altro, ma rifiutando l'offerta del signor Princeton non potrebbe neanche lavorare in miniera. Quando va dal signor Princeton per rifiutare scopre che a quest'ultimo non rimane altro da fare che venderla al signor Petiwell, e allora cambia idea. |                   |         |
| 48 | Una bambina per un uomo ricco 「大金持ちの子に…」 - Ooganemochi chino ko ni... | 12 dicembre 1982  |         |
| 48 | La famiglia Popple si prepara per visitare la fattoria di Princeton, dove andranno a vivere, ma vengono avvisati che dovranno rimandare l'appuntamento perché la moglie Sylvia è ammalata. In realtà la ragione è un'altra: Frank ritiene che la fattoria non sia ancora presentabile e il signor Pipps, il suo attuale impiegato, tarda a sistemare i danni che ha procurato. Frank Princeton visita di persona i Popple per chiedere di adottare Lucy May, come vorrebbe sua moglie Sylvia, offrendo loro in cambio un pezzo della sua terra. |                   |         |
| 49 | Il matrimonio di Clara 「クララの結婚」 - Kurara no kekkon | 19 dicembre 1982  |         |
| 49 | Lucy May sente tutta la conversazione, e nonostante i suoi genitori neghino prontamente il consenso, ne rimane scossa. Per aver associato l'adozione di Lucy May alla cessione di un terreno, Arthur si rifiuta di lavorare nella fattoria del signor Princeton. Arriva il felice giorno del matrimonio di Clara e John, ma è solo un momento di calma prima della tempesta. Clara, andata a vivere con John, non contribuisce più con il suo stipendio al mantenimento della famiglia che ora è messa peggio di prima. Lucy May allora decide di farsi adottare dai Princeton per concedere il terreno ai suoi genitori. |                   |         |
| 50 | Verso l'arcobaleno 「虹に向かって」 - Niji ni muka tte | 26 dicembre 1982  |         |
| 50 | I signori Princeton sono molto sorpresi della visita inattesa di Lucy May, ma mai quanto dopo aver ascoltato la sua richiesta di adozione. Frank capisce subito che ciò non corrisponde alla sua volontà dalle lacrime che la bambina si lascia scappare, e lo spiega anche alla moglie. Entrambi, in particolar modo Sylvia, si scusano con Lucy May e Frank la riporta a casa. Spinto da sua moglie, Frank offre di vendere alla famiglia di Lucy May il suo pezzo di terra in segno di scuse, facendo un'offerta molto vantaggiosa che Arthur accetta seduta stante. Nella fattoria ci sono due case nelle quali l'intera famiglia, compresi Clara, John e Ben, andranno a vivere; con il ricavato della vendita della loro casa di Adelaide pagheranno la prima rata del terreno, mentre Arthur salderà il debito rimanente con dei lavori occasionali per il signor Princeton. Inizia così la nuova vita della famiglia Popple, proprio come l'avevano sognata dal loro arrivo in Australia, e finalmente hanno trovato la loro felicità. |                   |         |

## Merchandising
Per la serie, in Italia, è stato realizzato un album di figurine edito dalla Panini, in cui si ripercorre la storia del cartone, ma stavolta narrata da Lucy May. È stato pubblicato anche un libro, intitolato Le straordinarie avventure in Australia di Lucy-May, edito dalla AMZ, che racconta in sintesi le vicende della serie, arricchendo le pagine con dei fotogrammi.